# Hinojares
Hinojares là một đô thị trong tỉnh Jaén, Tây Ban Nha. Theo điều tra dân số 2005 (INE), đô thị này có dân số là 501 người.
37°43′B 2°59′T / 37,717°B 2,983°T